# Чепурний Василь Федорович
Чепурний Василь Федорович (нар. 3 червня 1964, Авдіївка, Сосницький район, Чернігівська область) — український журналіст, просвітянин, письменник. Багатолітній голова Чернігівської обласної «Просвіти» імені Т.Шевченка (1989—2015 рр).

## Біографія
Народився в селі Авдіївка, Чернігівська область, у селянській сім'ї Федора Чепурного і Софії (до шлюбу Лазаренко).
Після закінчення школи працював у городнянській районній газеті «Сільські новини», де став спершу кореспондентом, а згодом — відповідальним секретарем. Потім вступив до Київського університету імені Т. Шевченка на факультет журналістики. В університеті випускав стінгазету «Слово-зброя», був обраний студентським деканом, став співініцатором рокитнянського експерименту - заміни на місяць усіх працівників редакції районної газети студентами факультету журналістики (Рокитне Київської області). Після армії продовжив навчання, але п'ятий курс закінчив заочно. На п'ятому курсі пішов працювати в редакцію газети «Комсомольський гарт» (Чернігів).
Із «Комсомольського гарту» перейшов до «Молоді України» власкором по Чернігівській і Сумській областях та керував прес-службою представника Президента в Чернігівській області за часів Кравчука. За часів президента Кучми працював вченим секретарем Чернігівського літературно-меморіального музею-заповідника М.Коцюбинського, де, зокрема, упорядкував перші після другої світової війни «Наукові записки».
Член Народного Руху України з 1989 року. На установчих зборах чернігівського обласного Товариства української мови імені Т.Шевченка 15 січня 1989 року всупереч лінії обкому компартії був обраний головою.
Разом із Петром Антоненком заснував газету «Сіверщина»Сіверщина (газета), 7 років був її редактором. Очолював чернігівську газету «Просвіта», ініціатор створення газети «Біла хата».
Під час декомунізації 2016 року — радник голови обласної державної адміністрації з цих питань, керівник експертної групи обласної комісії з питань декомунізації.Власний кореспондент газети "Голос України" по Чернігівській області.
Автор книг публіцистики «Акурайку», «В осім барку», дослідження з історії відродження Чернігівської єпархії (у співавторстві) "Цеглинка для рідного храму", "Сто днів Широкої війни" , видавець та редактор біля 20 книг з краєзнавства, художньої літератури. Зокрема, в заснованому Василем Чепурним видавництві "Редакційно — видавничий центр «Сіверщина» вийшли книги «Сіверщина Incognita», Олександра Волощука «Автостопом на край світу», «Голодомор 1932—1933 рр в Україні очима дослідників і свідків: Чернігівщина», «Державотворчий потенціал української соборності».
Член Товариства письменників і журналістів імені І.Франка. Уповноважений Центрального проводу Народного Руху з питань культури, духовності та інформаційної політики.
9 червня 2019 року розгнівав мережу начебто расистськими висловлюваннями та потрапив у скандал. Це сталося після того як кореспондент газети Верховної Ради обізвав Жана Беленюка «негром», а Володимира Зеленського «євреєм-клоуном». Редакція газети «Голос України» не підтримала позицію Василя Чепурного,
а його акаунт у Фейсбуці був заблокований. Під натиском громадської думки редакція газети «Голос України» попросила вибачення за «позицію» свого кореспондента. Триразовий чемпіон Європи (2016, 2014, 2012), заслужений майстер спорту України Беленюк Жан Венсанович відповів на расистську образу:  Скандал завершився висновком спільного засідання правління та комісії з журналістстської етики Чернігівської обласної організації Національної Спілки журналістів, де визнано  відсутність  расистських висловлювань. 
|  |

## Творчий доробок
- «Акурайку»;[21]
- «В осім барку»
- «Цеглинка для рідного храму. Історія відродження Чернігівської єпархії (1989 - 2002 р.р.)» (у співавторстві з Ю. Соболем).
- "Сто днів Широкої війни" (2022)
- "Титли і коми" (2023)[22]
- "Перша шеренга" (2024) (у співавторстві В.Савенком)

## Відзнаки
- Лауреат премії імені Бориса Грінченка;[2]
- Орден Христа Спасителя Української православної церкви Київського патріархату
- Орден святих Кирила і Мефодія Української православної Церкви Київського патріархату
- медаль «За жертовність і любов до України» Української православної Церкви Київського патріархату
- Почесна грамота Чернігівської обласної ради
- Почесна грамота Чернігівської обласної державної адміністрації
- медаль «Будівничий України» ВУТ «Просвіта» імені Тараса Шевченка
- медаль Всеукраїнського педагогічного товариства імені Григорія Ващенка
- Премія імені Івана Огієнка (2023, у галузі освіти)[23]
- Премія імені Петра Сороки (2024, за книгу "Сто днів Широкої війни") [24]
- Орден святого великомученика Юрія - Переможця ПЦУ